# Księży Dwór (Leśniewo)
Księży Dwór (niem. Fŭrstenhof) – część wsi Leśniewo w Polsce, położona w województwie warmińsko-mazurskim, w powiecie kętrzyńskim, w gminie Srokowo. Wchodzi w skład sołectwa Leśniewo.
W latach 1975–1998 Księży Dwór administracyjnie należał do województwa olsztyńskiego.